# Picnic
En picnic er et måltid, der indtages udendørs som en del af en ekskursion (skovtur), særligt i naturskønne omgivelser som parker ved søer eller andre steder med en flot udsigt, eller i forbindelse med et offentligt arrangement som før et friluftsteater. En picnic afholdes normalt om sommeren, men kan i princippet afholdes hele året rundt.
Almindeligvis afholdes picniccer i perioden fra sen formiddag til sen eftermiddag, og vil foregå som en social sammenkomst. De kan bestå af flere familier, venner, kolleger, en enkelt familie eller mellem par.
Der er etableret picnicområder i mange parker, museer og lignende offentlige steder. Disse kan inkludere borde og bænke, grill og lignende.
Nogle picniccer består af at alle deltagere medbringer en eller flere retter som bidrager til en fælles buffet. Visse retter kan være kogt, bagt eller stegt, som brød, tærter eller frikadeller, men de er sjældent varme. I stedet er det ofte sandwiches, fingermad, frisk frugt, salat, koldt kød og lignende. Drikkevarer kan inkludere vin, øl, champagne og sodavand
Picniccer har været hovedemnet eller inkluderet i en lang række film, bøger, kunst og musik. Vinden i Piletræerne starter med en picnic, Édouard Manets maleri Frokost i det grønne (1863) viser en picnic, scenen hvor sangen "Do Ri Me" i The Sound of Music (1965) er under en picnic.